# Manuel Jacinto Domingues de Castro

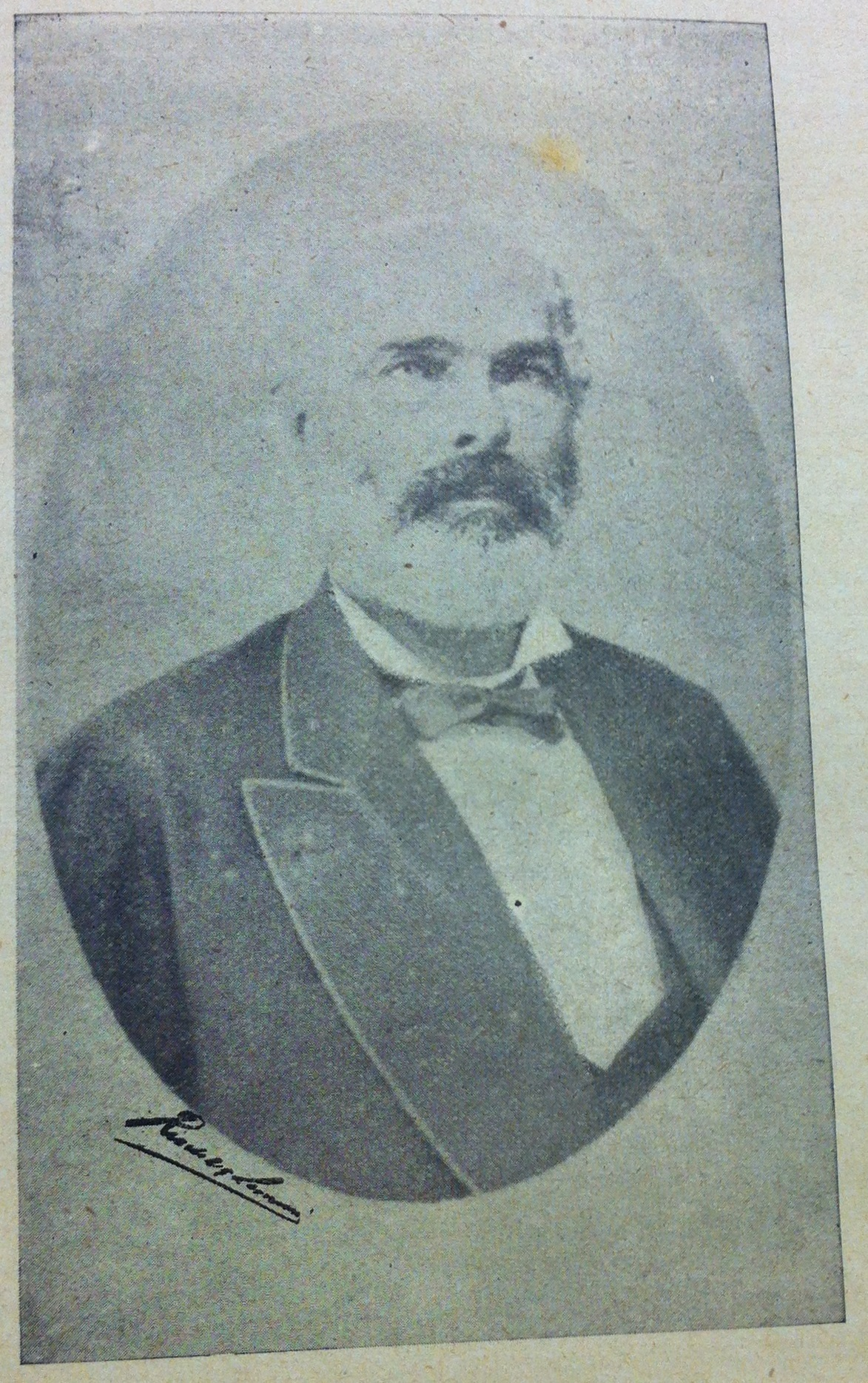
Manuel Jacinto Domingues de Castro, o Barão de Paraitinga

Manuel Jacinto Domingues de Castro, Barão de Paraitinga, (São Luís do Paraitinga, 3 de julho de 1810 — São Luís do Paraitinga, 30 de setembro de 1887) foi um nobre, militar e político brasileiro.
Filho de Manuel Domingues de Castro e Eufrásia Maria Pereira de Campos, casou-se com Maria Justina Gouveia de Castro. Recebeu o título de Barão de Paraitinga, em 1873, durante a viagem do imperador D. Pedro II pela região.

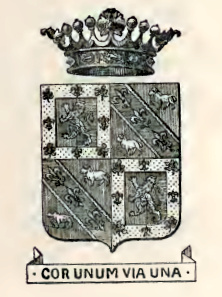
Brasão de Armas do Barão de Paraitinga em Arquivo Nobiliárquico Brasileiro (1918).

Foi chefe municipal do Partido Conservador, deputado provincial em São Paulo, nos biênios de 1870-1871 e 1876-1877, e vice-presidente da Assembléia Legislativa. Seu nome figurou em várias listas para o cargo de senador do Império do Brasil.  Em sua cidade, fundou o Instituto Literário Luizense, em 1878. Em Bragança Paulista há uma praça em sua homenagem.
Coronel da Guarda Nacional, foi presidente da Câmara Municipal de seu município de 1884 a 1892, bem como da Santa Casa de Misericórdia, de 1884 a 1890. Ocupou ainda os cargos de delegado de polícia de 1890 a 1894 e de inspetor de Instrução Pública de 1892 a 1894. Em 7 de março de 1892 conseguiu ser eleito deputado estadual pelo Partido Republicano Paulista (PRP) para a legislatura 1892-1894. Em 1894 foi eleito deputado federal por São Paulo para a legislatura 1894-1896. Assumindo sua cadeira na Câmara dos Deputados em maio, foi reeleito para as três legislaturas subsequentes, porém durante a última veio a falecer, no dia 29 de agosto de 1905, sem concluir o mandato.